# Boliche (família de esportes)

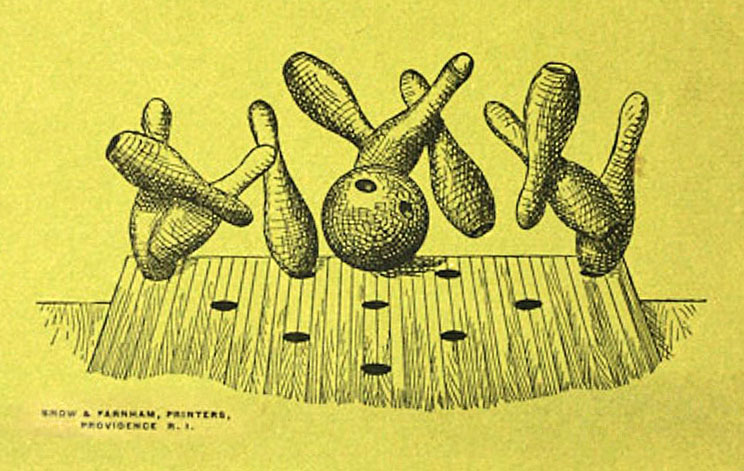
Jogo de pinos (1895).

Boliche é uma família de esportes em que o jogador rola ou arremessa um projétil (geralmente uma bola) até pinos ou até mesmo outro alvo. Existem 2 grandes grupos em que se pode subdividir a família do boliche: boliche de pinos e boliche de alvo (onde alvos são quaisquer outros objetos que não pinos).
Existem várias variações de jogos de boliche, seja no número de alvos, no tamanho da bola, nas regras do jogo, na superfície de jogo, etc.

## História

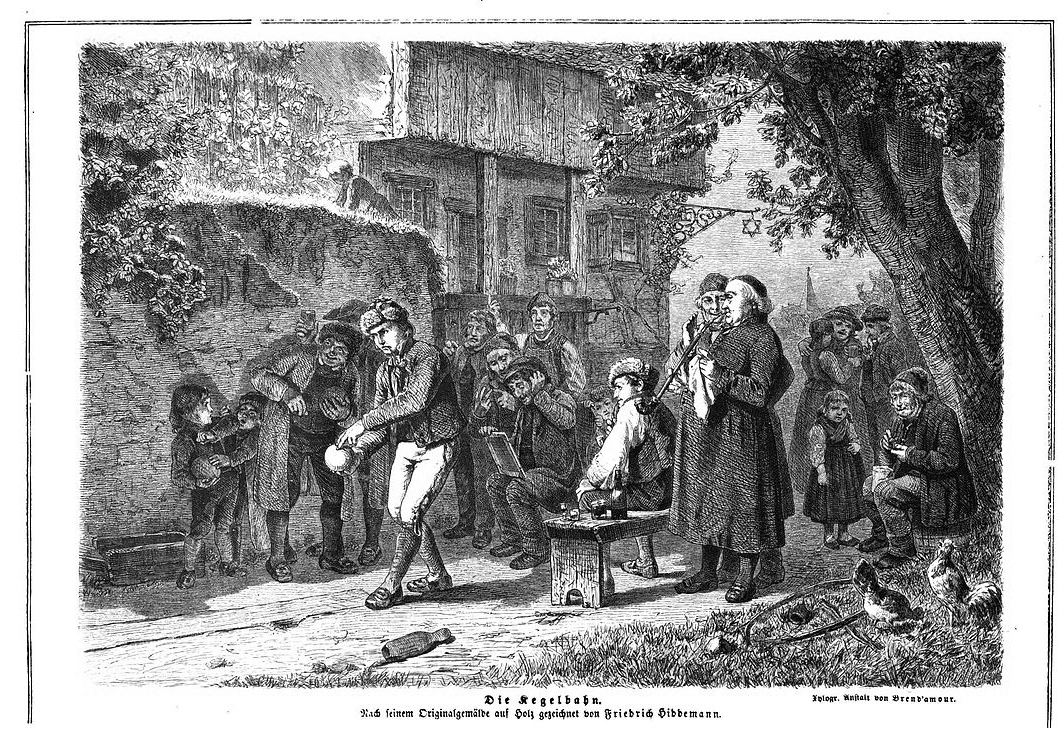
Boliche na Alemanha, Die Gartenlaube, 1864.

## Variantes

### No mundo
Entre as variações dos jogos de boliche:
- boliche de dez pinos
- boliche de nove pinos
- boliche pinos de vela
- boliche pinos de pato
- boliche de cinco pinos
- lawn bowls

### Uso informal
- As crianças que têm medo de tempestades ouvem frequentemente que o trovão é o som de Deus a jogar boliche [1] .